# Kiuli
Koordinaten: 1° 47′ S, 28° 30′ O
Kiuli ist ein Dorf in der Demokratischen Republik Kongo. Es liegt in der Provinz Nord-Kivu im Osten des Landes in der Nähe von Busurungi.
Die Umgebung von Kiuli ist von Bergregenwald geprägt.
Als am 10. Mai 2009 im Nachbardorf Busurungi ein Massaker der Forces Démocratiques de Libération du Rwanda (FDLR) stattfand, bei dem es mehr als hundert Opfer gab, flüchtete die Bevölkerung von Kiuli. Gleich danach wurden Hütten, die Krankenstation, die Schule und die Kirche niedergebrannt.
Das Dorf wurde erst im Januar 2011 wieder besiedelt.
Die FDLR kontrolliert derzeit (November 2011) das Dorf und die Umgebung.